# Ctenotus quinkan
Ctenotus quinkan (гребневухий сцинк-квінкани) — вид сцинкоподібних ящірок родини сцинкових (Scincidae). Ендемік Австралії.

## Поширення і екологія
Гребневухі сцинки-квінкани мешкають на південному сході півострова Кейп-Йорк в штаті Квінсленд, в околицях Лаури та Куктауна. Вони живуть серед ванякових скель в сухих рідколіссях.